# باور رينجرز لايت سبيد رسكيو (لعبة فيديو)
باور رينجرز لايت سبيد رسكيو (بالإنجليزية: Power Rangers Lightspeed Rescue)‏ لعبة فيديو تعمل على نظام نينتندو 64، وجيم بوي أدفانس، ومايكروسوفت ويندوز، وبلاي ستيشن تم انتاجها في عام 2000 .